# Beartooth
Beartooth ist US-amerikanische Metalcore-/Hardcore-Band aus Columbus, Ohio, die 2012 gegründet wurde.

## Geschichte

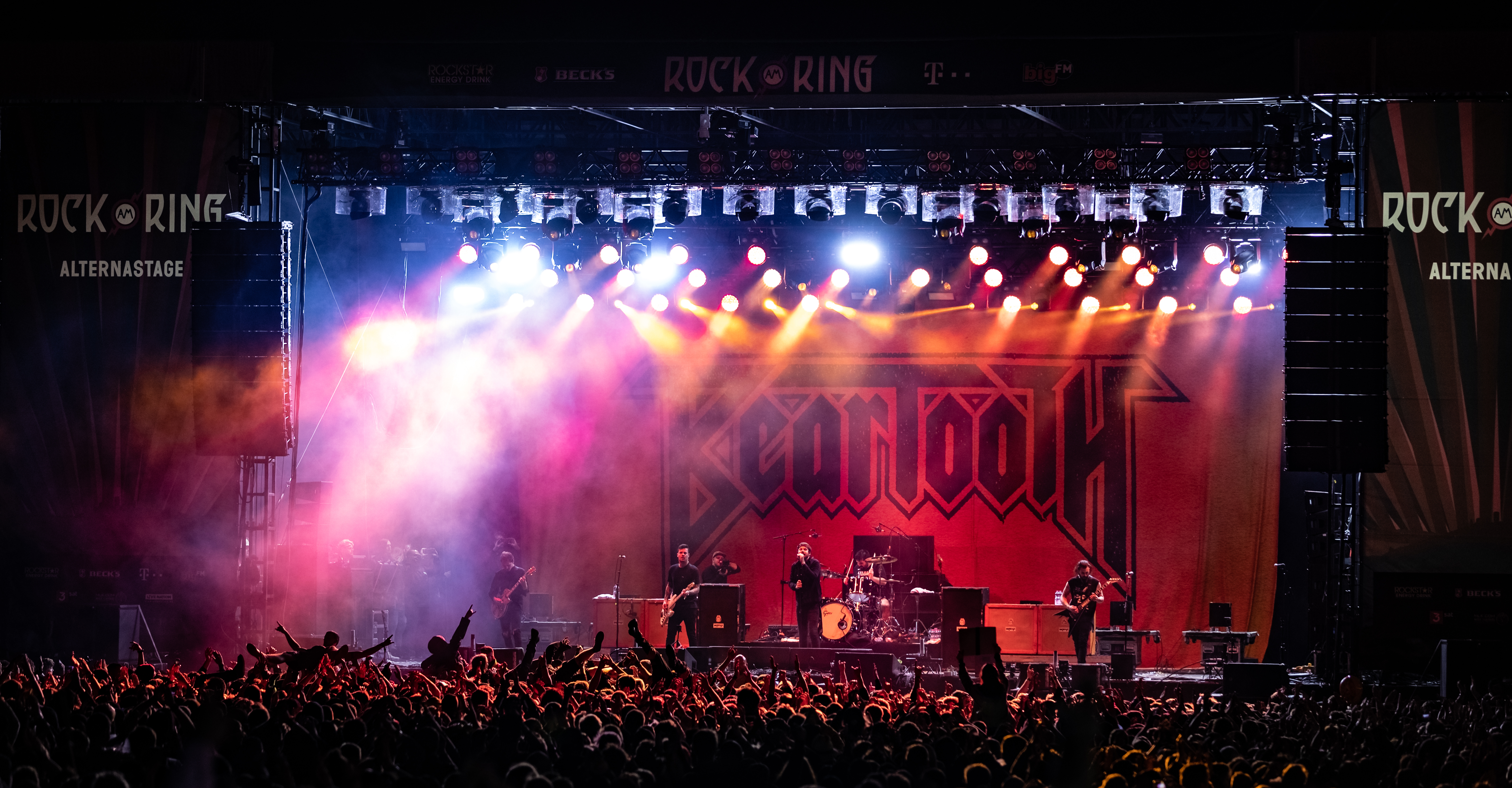
Beartooth live bei Rock am Ring 2019

Beartooth wurde im Jahr 2012 gegründet von Caleb Shomo, vormals Mitglied der Band Attack Attack!. Beartooth sollte anfänglich Noise heißen. Da dieser Name bereits vergeben war, wählte man den Namen Beartooth. Unterstützt wurde Shomo von Taylor Lumley (Leadgitarre), Kamron Bradbury (Rhythmusgitarre), Oshie Bichar (E-Bass, Hintergrundgesang) und Brandon Mullins (Schlagzeug). Am 26. Juli 2013 veröffentlichte die Gruppe auf Red Bull Records ihre Debüt-EP Sick, welche auf der offiziellen Website der Band heruntergeladen werden konnte. Die Band wurde für die komplette Warped Tour 2014 gebucht. Im April 2014 spielte die Gruppe mit Issues im Vorprogramm für Of Mice & Men auf deren Mini-Europatour.
Am 10. Juni 2014 wurde das Debütalbum Disgusting offiziell veröffentlicht. In Nordamerika erschien das Album über Red Bull Records, den Vertrieb in Australien übernahm UNFD.
Den Sommer verbrachte die Gruppe auf der Hard Rock Kevin Says Bühne mit Gruppen wie Get Scared, Neck Deep, Scare Don’t Fear, Icon for Hire und Survive This! im Rahmen der Warped Tour. Im September folgte die erste Europatournee als Headliner. Auch wurde bekanntgegeben, dass die Gruppe im November und Dezember 2014 zusammen mit This Wild Life als Vorband für Pierce the Veil und Sleeping with Sirens auf deren Welttournee in den Vereinigten Staaten auftreten würde. 2015 spielte die Band auf den Reading and Leeds Festivals, tourte im Oktober mit Slipknot und Suicidal Tendencies durch Nordamerika, und im November durch das Vereinigte Königreich. Nachdem sich die Gruppe mit der Ankündigung einer vermeintlichen Single am 1. April 2016 einen Aprilscherz erlaubte, erfolgte die Nachricht über den Ausstieg ihres Schlagzeugers Brandon Mullins nur drei Tage später.
Ihr zweites Album Aggressive wurde am 3. Juni 2016 über Red Bull Records veröffentlicht. 2016 spielte die Gruppe eine größere Headliner-Tournee durch die Vereinigten Staaten, welche unter anderem von Silent Planet, Stray from the Path, My Ticket Home und Ghost Key begleitet wurde. Im Juni spielt die Band erstmals auf dem britischen Download-Festival. Im April 2018 verließ der Leadgitarrist Taylor Lumley die Band. Im Juni 2018 trat Zach Huston der Band als neuer Leadgitarrist bei. Auch Connor Denis, der seit 2016 mit der Band als Live- und Session-Mitglied auftritt, ist der Band als offizielles Mitglied beigetreten.
Am 28. September 2018 wurde ihr drittes Album Disease über Red Bull Records veröffentlicht. Am 25. Juni 2021 veröffentlichte die Band ihr viertes Album, das den Titel Below trägt. Am 12. Juli 2022 veröffentlichte die Band die erste Single Riptide zusammen mit einem dazugehörigen Musikvideo für ihr fünftes Studioalbum. Am 21. April 2023 veröffentlichte Beartooth die zweite Single mit dem Titel Sunshine! zusammen mit einem Visualizer-Musikvideo. Am 21. Juli 2023 veröffentlichte die Band die dritte Single Might Love Myself und das dazugehörige Musikvideo. Am selben Tag gaben sie bekannt, dass ihr kommendes fünftes Studioalbum The Surface am 13. Oktober 2023 erscheinen wird. Außerdem enthüllten sie das Albumcover und die Trackliste.

## Stil
Beartooth spielen auf der Debüt-EP Sick und dem Album Disgusting eine Variante des Metalcore, welche stark vom klassischen Punk-Rock beeinflusst wird. Chad Childers vom Online-Musikportal Loudwire beschreibt die Musik auf Disgusting als „eine Mischung aus modernem Metalcore und Oldschool-Punk“, während das britische Rock-Sound-Magazin deutliche Nu-Metal-Einflüsse und „massive Refrains“ zu dem musikalischen Stil der Band hinzufügt.
Kory Grow vom Rolling Stone, der Beartooth mit Attack! Attack! verglich, beschrieb die Musik als „Personifizierung aus Aggression, poppigen Hooks und verführerischen Hardcore-Riffings.“ Justin Mabee vom HM Magazine schrieb, dass sich die Musik von Beartooth auf Disgusting „hauptsächlich auf zwei wesentliche Essenzen fokussiere, nämlich Hardcore und Thrash. Trotzdem schafft es Shomo jedem Lied einen eigenständigen Charakter zu verleihen.“
Shomo selbst sagte in einem Interview mit dem Alternative Press, gefragt nach der musikalischen Ausrichtung der Band, „dass er einfach Hardcore, Rock und Punk spielen, Spaß haben und wilde Shows absolvieren wolle, frei von jeglichem Druck von Außen.“ Auf die Frage, weshalb er auf den Einsatz von elektronischen Elementen – die er bei seinen früheren Bands angewendet hatte – verzichtet, entgegnete Shomo, „dass er in der Musik von Beartooth keine elektronischen Einschübe verwenden wollte um Hardcore- und Punk-lastiger zu sein. Er habe außerdem ein Elektro-Projekt und will vermeiden, dass sich die Musik vermischt.“ Dem Kerrang! gegenüber sagte Shomo, „dass er den Musikstil auf dem zweiten Album beibehalten wolle.“

## Diskografie

### Alben
| Jahr | Titel Musiklabel                   | Höchstplatzierung, Gesamtwochen, AuszeichnungChartplatzierungen (Jahr, Titel, Musiklabel, Platzierungen, Wochen, Auszeichnungen, Anmerkungen) | Höchstplatzierung, Gesamtwochen, AuszeichnungChartplatzierungen (Jahr, Titel, Musiklabel, Platzierungen, Wochen, Auszeichnungen, Anmerkungen) | Höchstplatzierung, Gesamtwochen, AuszeichnungChartplatzierungen (Jahr, Titel, Musiklabel, Platzierungen, Wochen, Auszeichnungen, Anmerkungen) | Höchstplatzierung, Gesamtwochen, AuszeichnungChartplatzierungen (Jahr, Titel, Musiklabel, Platzierungen, Wochen, Auszeichnungen, Anmerkungen) | Höchstplatzierung, Gesamtwochen, AuszeichnungChartplatzierungen (Jahr, Titel, Musiklabel, Platzierungen, Wochen, Auszeichnungen, Anmerkungen) | Höchstplatzierung, Gesamtwochen, AuszeichnungChartplatzierungen (Jahr, Titel, Musiklabel, Platzierungen, Wochen, Auszeichnungen, Anmerkungen) | Anmerkungen                              |
| Jahr | Titel Musiklabel                   | DE | AT | CH | UK | US | Rock | Anmerkungen                              |
| ---- | ---------------------------------- | --- | --- | --- | --- | --- | --- | ---------------------------------------- |
| 2014 | Disgusting Red Bull Records / UNFD | — | — | — | — | US48 (2 Wo.)US | Rock19 (2 Wo.)Rock | Erstveröffentlichung: 10. Juni 2014      |
| 2016 | Aggressive Red Bull Records        | DE80 (1 Wo.)DE | AT41 (1 Wo.)AT | CH57 (1 Wo.)CH | UK35 (1 Wo.)UK | US25 (1 Wo.)US | Rock4 (2 Wo.)Rock | Erstveröffentlichung: 3. Juni 2016       |
| 2018 | Disease Red Bull Records           | DE49 (1 Wo.)DE | AT33 (1 Wo.)AT | CH67 (1 Wo.)CH | UK55 (1 Wo.)UK | US40 (1 Wo.)US | Rock5 (1 Wo.)Rock | Erstveröffentlichung: 28. September 2018 |
| 2021 | Below Red Bull Records             | DE10 (1 Wo.)DE | AT18 (1 Wo.)AT | CH36 (1 Wo.)CH | UK39 (1 Wo.)UK | US30 (1 Wo.)US | Rock4 (1 Wo.)Rock | Erstveröffentlichung: 25. Juni 2021      |
| 2023 | The Surface Red Bull Records       | DE24 (1 Wo.)DE | AT38 (1 Wo.)AT | — | — | US42 (1 Wo.)US | Rock6 (1 Wo.)Rock | Erstveröffentlichung: 13. Oktober 2023   |

### Livealben
- 2025: I Was a… Live (Red Bull Records)

### EPs
- 2013: Sick (Red Bull Records)

### Singles
- 2014: In Between (US: Platin)

## Auszeichnungen für Musikverkäufe
| Goldene Schallplatte - Kanada - 2022: für die Single In Between - Vereinigte Staaten - 2025: für die Single Hated |

Anmerkung: Auszeichnungen in Ländern aus den Charttabellen bzw. Chartboxen sind in ebendiesen zu finden.
| Land/RegionAuszeichnungen für Musikverkäufe (Land/Region, Auszeichnungen, Verkäufe, Quellen) | Gold     | Platin  | Verkäufe  | Quellen         |
| -------------------------------------------------------------------------------------------- | -------- | ------- | --------- | --------------- |
| Kanada (MC)                                                                                  | Gold1    | —       | 40.000    | musiccanada.com |
| Vereinigte Staaten (RIAA)                                                                    | Gold1    | Platin1 | 1.500.000 | riaa.com        |
| Insgesamt                                                                                    | 2× Gold2 | Platin1 |           |                 |